# Фридрих III (Хабсбург)
Вижте пояснителната страница за други личности с името Фридрих III.
Фридрих III (на немски: Friedrich III fon Habsburg; * 31 март 1347, Виена; † 10 декември 1362, Виена) от династията Хабсбурги, е херцог на Австрия от 1358 до 1362 г. заедно с Рудолф IV.

## Живот
Той е вторият син на херцог Албрехт II и съпругата му графиня Йохана фон Пфирт, дъщеря на граф Улрих III фон Пфирт. Фридрих III е брат на Рудолф IV, Албрехт III и Леополд III.
Албрехт II създава през 1355 г. хабсбургски домашен ред, според който синовете му заедно и с равни права да управляват страната. Когато баща му умира на 20 юли 1358 г., най-големият му брат Рудолф IV поема сам управлението, понеже другите три братя са още малолетни.
Фридрих III умира неочаквано на петнадесет години във Виена през 1362 г. Той е погребан там в църквата „Свети Стефан“. Той не е женен и няма деца.